# Poison Prince
"Poison Prince" je pjesma škotske pjevačice Amy Macdonald. Pjesma je objavljena kao prvi singl s njenog debitanskog albuma This Is the Life. Limitirano izdanje singla je objavljeno 7. svibnja 2007. godine, a reizdanje 19. svibnja 2008. Pjesmu je napisala Macdonald, a producirao ju je Pete Wilkison.

## Limitirano izdanje
Pjesma "Poison Prince" je izašla samo kao limitirani digitalni download. Pjesma se našla kao treća pjesma na njenom albumu This Is the Life. Spot za singl pokazuje Macdonald kako nastupa u jednom noćnom klubu i šeće kroz Glasgow.

## Reizdanje
Dana 18. svibnja 2008. godine, godinu i 12 dana poslije objavljivanja limitiranog izdanja, pjesma je fižički objavljena kao CD singl. Snimljen je i novi spot. Spot se snimao na Rock Against Racism u Troonu, koji se nalazi u Škotskoj.

## Popis pjesama
CD singl
1. "Poison Prince" – 3:28
2. "Rock Bottom" – 3:44

Digitalni download
1. "Poison Prince" – 3:28
2. "Footballer's Wife" – 5:06
3. "Rock Bottom" – 3:44

CD singl iz 2009. za njemačko tržište
1. "Poison Prince" – 3:28
2. "Poison Prince" (drugi spot)

## Top ljestvice
| Ljestvica (2007./2009.) | Najviša pozicija |
| ----------------------- | ---------------- |
| Njemačka                | 66               |
| Švicarska               | 58               |
| UK                      | 136              |
| Reizdanje               |                  |
| UK                      | 148              |